# São Torcato
São Torcato ist eine Gemeinde im Norden Portugals.

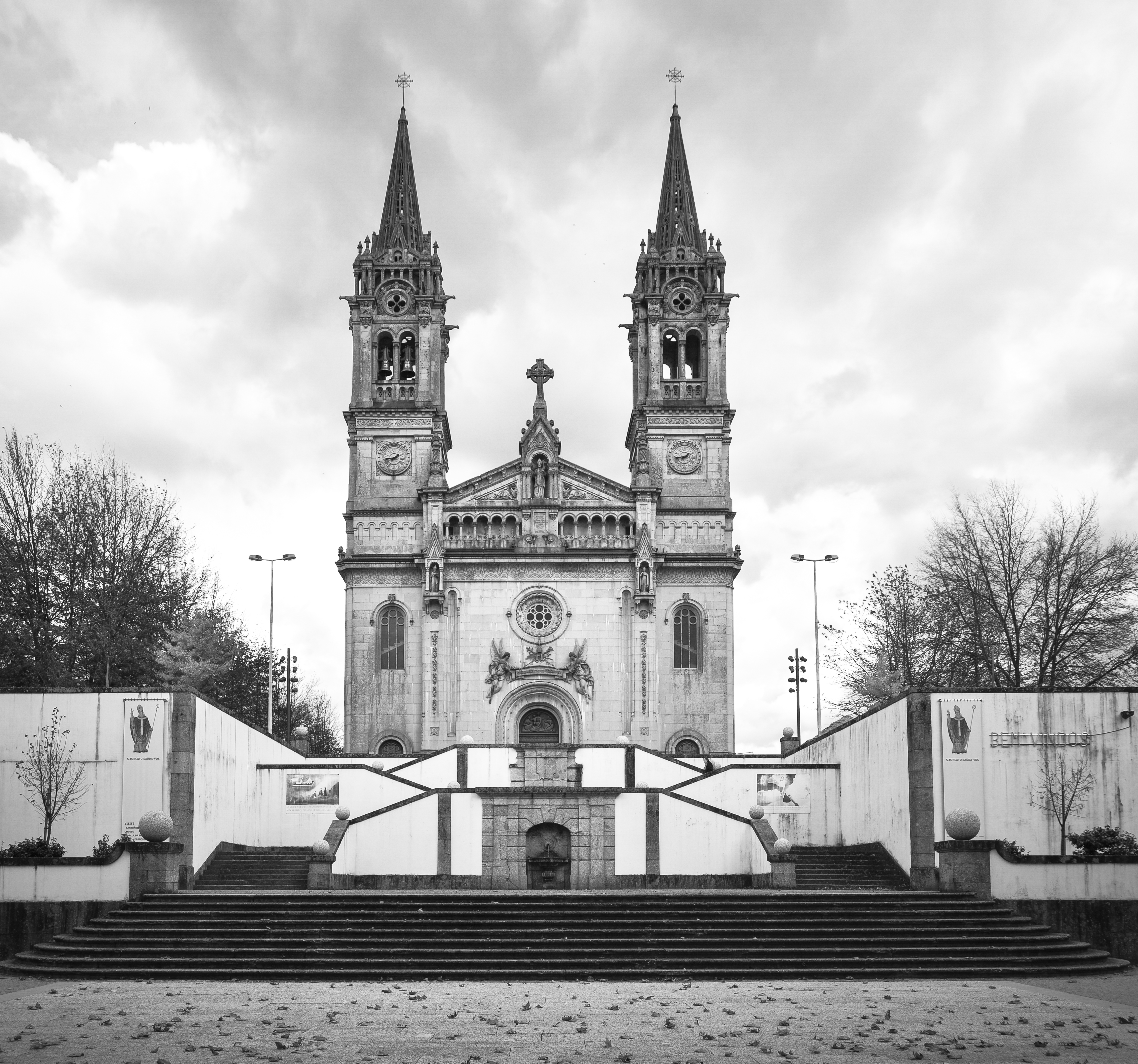
Basilika São Torcato

São Torcato gehört zum Kreis Guimarães im Distrikt Braga, besitzt eine Fläche von 10,4 km² und hat 3345 Einwohner (Stand 19. April 2021). Der Ort wurde am 30. August 1995 zur Vila (dt. Kleinstadt) erhoben.